# Jamesbrittenia stellata
Jamesbrittenia stellata är en flenörtsväxtart som beskrevs av O.M. Hilliard. Jamesbrittenia stellata ingår i släktet Jamesbrittenia och familjen flenörtsväxter. Inga underarter finns listade i Catalogue of Life.